# 岐阜日野自動車
岐阜日野自動車株式会社（ぎふひのじどうしゃ）は、岐阜県安八郡安八町に本社を置く日野自動車のディーラーである。セイノーホールディングス株式会社の子会社。

## 沿革
- 1963年（昭和38年）6月 - 中部日野ディーゼルより独立し設立。
- 1966年（昭和41年）6月 - 岐阜市鶉に本社開設。
- 1988年（昭和63年）12月 - 名古屋証券取引所市場第2部に株式上場。
- 2005年（平成17年）10月 - 株式交換によりセイノーホールディングスの100％子会社となる。これにより名古屋証券取引所二部は上場廃止となるとともに、本社を岐阜市から現在地に移転。
- 2009年（平成21年）1月 - 滋賀日野自動車株式会社を子会社化。
- 2012年（平成24年）4月 - 株式会社東京車輌を子会社化。
- 2017年（平成29年）3月 - 岐阜支店改築。
- 2018年（平成30年）9月 - 安八総合センター（本社）に鈑金・ボディー・塗装工場を新設。

## 店舗
- 本社
- 岐阜支店
- 各務原支店
- 大垣支店
- 本巣支店
- 安八営業所
- 多治見支店
- 中津川営業所
- 美濃加茂支店
- 高山支店
- 萩原営業所

## 関連会社
- セイノーオートリース株式会社
- 旭エンタープライズ株式会社（旧・株式会社東文堂書店）
- 滋賀日野自動車株式会社
- 株式会社東京車輌